# Románia az 1984. évi téli olimpiai játékokon
Románia a jugoszláviai Szarajevóban megrendezett 1984. évi téli olimpiai játékok egyik részt vevő nemzete volt. Az országot az olimpián 6 sportágban 19 sportoló képviselte, akik érmet nem szereztek.

## Alpesisí
Férfi
| Versenyző   | Versenyszám      | 1. futam      | 1. futam      | 2. futam | 2. futam | Összesítés | Összesítés |
| Versenyző   | Versenyszám      | Idő           | Hely.         | Idő      | Hely.    | Idő        | Helyezés   |
| ----------- | ---------------- | ------------- | ------------- | -------- | -------- | ---------- | ---------- |
| Mihai Bîră  | Műlesiklás       | nem ért célba | nem ért célba | kiesett  | kiesett  | kiesett    | kiesett    |
| Mihai Bîră  | Óriás-műlesiklás | 1:32,04       | 46.           | 1:34,45  | 46.*     | 3:06,49    | 45.        |
| Zolt Balazs | Műlesiklás       | 59,01         | 30.           | kizárták | kizárták | kiesett    | kiesett    |
| Zolt Balazs | Óriás-műlesiklás | 1:31,00       | 44.           | 1:31,41  | 41.      | 3:02,41    | 41.        |

Női
| Versenyző     | Versenyszám      | 1. futam      | 1. futam      | 2. futam | 2. futam | Összesítés | Összesítés |
| Versenyző     | Versenyszám      | Idő           | Hely.         | Idő      | Hely.    | Idő        | Helyezés   |
| ------------- | ---------------- | ------------- | ------------- | -------- | -------- | ---------- | ---------- |
| Liliana Ichim | Műlesiklás       | nem ért célba | nem ért célba | kiesett  | kiesett  | kiesett    | kiesett    |
| Liliana Ichim | Óriás-műlesiklás | 1:14,17       | 41.           | 1:17,91  | 35.      | 2:32,08    | 35.        |

* - egy másik versenyzővel azonos eredményt ért el

## Biatlon
| Versenyző                                                     | Versenyszám      | Lövőhiba | Időeredmény | Helyezés |
| ------------------------------------------------------------- | ---------------- | -------- | ----------- | -------- |
| Francisc Forika                                               | 10 km sprint     | 4        | 35:59,8     | 48.      |
| Gheorghe Berdar                                               | 10 km sprint     | 3        | 35:20,2     | 41.      |
| Lestyán Imre                                                  | 10 km sprint     | 4        | 36:42,8     | 52.      |
| Lestyán Imre                                                  | 20 km egyéni     | 6        | 1:25:26,6   | 43.      |
| Mihai Rădulescu                                               | 20 km egyéni     | 8        | 1:27:18,1   | 49.      |
| Vladimir Todaşcă                                              | 20 km egyéni     | 8        | 1:28:00,9   | 50.      |
| Vladimir Todaşcă Mihai Rădulescu Lestyán Imre Gheorghe Berdar | 4 × 7,5 km váltó | 2        | 1:47:44,8   | 13.      |

## Bob
| Versenyző                                                    | Versenyszám | 1. futam | 1. futam | 2. futam | 2. futam | 3. futam | 3. futam | 4. futam | 4. futam | Összesítés | Összesítés |
| Versenyző                                                    | Versenyszám | Idő      | Hely.    | Idő      | Hely.    | Idő      | Hely.    | Idő      | Hely.    | Idő        | Helyezés   |
| ------------------------------------------------------------ | ----------- | -------- | -------- | -------- | -------- | -------- | -------- | -------- | -------- | ---------- | ---------- |
| Dorin Degan Cornel Popescu                                   | Kettes      | 53,90    | 24.      | 53,57    | 21.      | 53,18    | 24.      | 53,41    | 24.      | 3:34,06    | 23.        |
| Ion Duminicel Costel Petrariu                                | Kettes      | 53,18    | 19.      | 53,26    | 16.      | 52,63    | 16.*     | 53,29    | 22.      | 3:32,36    | 18.        |
| Dorin Degan Cornel Popescu Gheorghe Lixandru Costel Petrariu | Négyes      | 50,58    | 6.       | 50,88    | 5.       | 51,06    | 8.       | 51,24    | 8.*      | 3:23,76    | 7.         |

* - egy másik csapattal azonos eredményt ért el

## Gyorskorcsolya
Férfi
| Versenyző    | Versenyszám | Eredmény | Helyezés |
| ------------ | ----------- | -------- | -------- |
| Jenei Dezső  | 500 m       | 39,72    | 25.      |
| Jenei Dezső  | 1000 m      | 1:21,14  | 34.      |
| Kopacz Tibor | 1500 m      | 2:02,38  | 22.      |
| Kopacz Tibor | 5000 m      | 7:32,69  | 19.      |
| Kopacz Tibor | 10 000 m    | 15:23,95 | 24.      |

## Sífutás
Női
| Versenyző  | Versenyszám | Eredmény | Helyezés |
| ---------- | ----------- | -------- | -------- |
| Livia Reit | 5 km        | 18:51,6  | 32.      |
| Livia Reit | 10 km       | 36:20,9  | 42.      |

## Szánkó
| Versenyző                       | Versenyszám | 1. futam | 1. futam | 2. futam | 2. futam | 3. futam | 3. futam | 4. futam | 4. futam | Összesítés | Összesítés |
| Versenyző                       | Versenyszám | Idő      | Hely.    | Idő      | Hely.    | Idő      | Hely.    | Idő      | Hely.    | Idő        | Helyezés   |
| ------------------------------- | ----------- | -------- | -------- | -------- | -------- | -------- | -------- | -------- | -------- | ---------- | ---------- |
| Ioan Apostol                    | Férfi egyes | 46,388   | 7.       | kizárták | kizárták | kiesett  | kiesett  | kiesett  | kiesett  | kiesett    | kiesett    |
| Gabriela Haja                   | Női egyes   | 42,710   | 11.      | 43,553   | 19.      | 42,668   | 13.      | 42,509   | 13.      | 2:51,440   | 14.        |
| Ioan Apostol Laurenţiu Bălănoiu | Kettes      | 42,918   | 11.      | 42,742   | 10.      |          |          |          |          | 1:25,660   | 11.        |